# کامنیانه
کامنیانه (به بلغاری: Kamenyane) یک منطقهٔ مسکونی در بلغارستان است که در شهرستان ژبل واقع شده‌است.